# 黄桥战斗指挥部旧址
黄桥战斗指挥部旧址，位于江苏省泰州市泰兴市黄桥镇，是中华人民共和国全国重点文物保护单位之一。

## 特点
此处建筑是黄桥战役中新四军苏北指挥部的旧址。1980年，原泰兴县革命委员会在此立碑。1982年3月25日，授予江苏省文物保护单位。2000年，泰兴市人民政府对旧址进行修缮。2008年，有报道称：黄桥决战指挥部旧址亟待修缮。2019年，升任全国重点文物保护单位。